# Clorogenato-glucarato O-idrossicinnamoiltransferasi
La clorogenato-glucarato O-idrossicinnamoiltransferasi è un enzima appartenente alla classe delle transferasi, che catalizza la seguente reazione:
clorogenato + glucarato ⇄ chinato + 2-O-caffeoilglucarato
Il galattarato può agire come accettore, ma più lentamente. Coinvolto con la chinato O-idrossicinnamoiltransferasi (numero EC 2.3.1.99) nella formazione del caffeoilglucarato nel pomodoro.